# Oiniades
Oiniades (Grieks: Οινιάδες) is een deelgemeente (dimotiki enotita) van de fusiegemeente (dimos) Mesolongi, Ieri Poli, in de Griekse bestuurlijke regio (periferia) West-Griekenland.
Oiniades ligt in het voormalige departement Etolia-Akarnania en telt 10.227 inwoners.